# Велики Будиковац
Велики Будиковац (у неким географским картама као Будиховац) је мало ненасељено острво у хрватском делу Јадранског мора, у акваторији града Виса.
Велики Будиковац је најприступачмији и најразуђенији од свих ненасељених острвца у тој акваторији са 3 увале: једна је обликована као лагуна а друга са песковито-шљунковитом плажом. Острвце се налази североисточно од острва Равник. Удаљено је око 3 км југоисточно од насеља Рукавац на острву Вису. Површина острва износи 0,317 км². Дужина обалске линије је 3,46 км.. Највиши врх на острву је висок 35 метара.
Између Великог Будиковца и острва Равник налази се Мали Будиковац (на слици у инфокутијици десно).